# Stratton (Nebraska)
Stratton é uma vila localizada no estado americano de Nebraska, no Condado de Hitchcock.

## Demografia
Segundo o censo americano de 2000, a sua população era de 396 habitantes.
Em 2006, foi estimada uma população de 368, um decréscimo de 28 (-7.1%).

## Geografia
De acordo com o United States Census Bureau, a localidade tem uma área de 1,2 km², sem área coberta por água. Stratton localiza-se a aproximadamente 854 m acima do nível do mar.

## Localidades na vizinhança
O diagrama seguinte representa as localidades num raio de 32 km ao redor de Stratton.